# Cabaret di Broadway
Cabaret di Broadway (Cabaret) è un film muto del 1927 diretto da Robert G. Vignola. La sceneggiatura di Becky Gardiner si basa su un soggetto di Owen Davis. Prodotto dalla Famous Players-Lasky Corporation e distribuito dalla Paramount, il film aveva come interpreti Gilda Gray, Tom Moore, Chester Conklin, Mona Palma, Jack Egan, William Harrigan, Charles Byer, Anna Lavsa.

## Trama
A New York, il locale di Costigan ha come nuova stella Gloria Trask, una bella ragazza che è riuscita a lasciare il suo squallido quartiere nell'East Side e a fare fortuna. Suo fratello Andy, però, è ancora invischiato con quell'ambiente e deve dei soldi a Sam Roberts, un gangster locale. Sam è uno dei tanti ammiratori di Gloria, così come il detective Tom Westcott, che è innamorato di lei. Una sera, nel camerino della ragazza avviene una resa dei conti tra Andy e il gangster, durante la quale Andy gli spara per difendersi. Gloria aiuta il fratello a scappare, facendolo imbarcare su un transatlantico sudamericano. Intanto Tom, il detective, costringe Blanche, l'amante del gangster, a confessare di essere stata testimone del crimine anche se la donna insiste nel dichiarare che si è trattato di un omicidio. Il poliziotto, però, riuscirà a farle ammettere alla fine che era Roberts ad avere la pistola, scagionando Andy, che aveva solo ferito il gangster, ucciso invece da Blanche, che lo aveva finito dopo la fuga del giovane.

## Produzione
Il film fu prodotto dalla Famous Players-Lasky Corporation.

## Distribuzione
Il copyright del film, richiesto dalla Famous Players-Lasky Corp., fu registrato il 26 marzo 1927 con il numero LP23791. Nello stesso giorno, distribuito dalla Paramount Pictures e presentato da Jesse L. Lasky e Adolph Zukor, il film uscì nelle sale cinematografiche statunitensi. In Danimarca, fu distribuito il 14 novembre 1927 con il titolo Taxachaufførens datter o anche Cabarettens dronning; in Portogallo, uscì il 3 gennaio 1928; in Finlandia, il 6 gennaio dello stesso anno. In Svezia, prese il titolo Nattcabaretens drottning, in Francia quello di La Danseuse de minuit. In Italia, distribuito dalla Paramount, ottenne il visto di censura numero 24508, approvato con riserva, a condizione di "attenuare la danza finale, eliminando le movenze lascive della ballerina (dicembre 1928)".